# Henrik Ruben Genz
Henrik Ruben Genz (født 7. november 1959) er en dansk filminstruktør. Han er særlig kendt for sin spillefilm En som Hodder, der vandt en række priser som bedste børnefilm. Desuden har han virket som instruktør på en del tv-serier, bl.a. Nikolaj og Julie og Krøniken.
Han var i 2000 nomineret til en Oscar for bedste kortfilm for Bror, min bror. I 2008 fik Genz hovedprisen på den tjekkiske filmfestival i Karlovy Vary for spillefilmen Frygtelig lykkelig. Filmen har også givet ham prisen for bedste instruktion ved Chicagos Internationale Film Festival 2008 og ved Robertfesten i 2009.
Sammen med sin barndomsnabo Erling Jepsen har Genz i 2008 skrevet erindringsbogen Alting begynder i Gram.

## Filmografi

### Film
- Domstol - iagttagelse fra en bil med radio ukendt årstal - kortfilm
- The eternal winter (1986)
- Bror, min bror (1999)
- En som Hodder (2003)
- Kinamand (2005)
- Frygtelig lykkelig
- Undskyld jeg forstyrrer (2012)
- Good People (2014)
- Tordenskjold & Kold (2016)
- Gud taler ud (2017)
- Erna i krig (2020)
- Bamse (2022)

### Tv
- Homo sapiens (2000 1 episode)
- De udvalgte (2000, 4 episoder)
- Nikolaj og Julie (2003, 2 episoder)
- Forsvar (2003, 3 episoder)
- Krøniken (2004-2006, 5 episoder)
- Forbrydelsen (2007, 4 episoder)
- Lulu & Leon (2010, 2 episoder)
- Cirkusliv i savsmuld (2011-2012, 12 episoder)
- Borgen (2013, 2 episoder)
- Bankerot (2014, 6 episoder)
- DNA (2019, 8 episoder)